# Buahun
Buahun ist eine osttimoresische Siedlung im Suco Fahisoi (Verwaltungsamt Remexio, Gemeinde Aileu) in Osttimor.

## Geographie
Das Dorf Buahun liegt im Westen der Aldeia Deruti, auf einem Bergrücken in einer Meereshöhe von 1199 m. Dem Bergrücken entlang verläuft die Überlandstraße von der Landeshauptstadt Dili im Norden zum Ort Namolesso im Süden. An ihr befinden sich als nächste Nachbarn zu Buahun im Norden der Weiler Ulaen (Aldeia Deruti) und im Süden Raimuti Keousi (Aldeia Bermanuleu, Suco Saboria) und weiter südlich das ebenfalls zu Deruti gehörende Dirohati. Im Tal östlich von Buahun entspringt der Bauduen, westlich verläuft der Rureda. Beide Flüsse sind Teil des Systems des Nördlichen Laclós.